# Pierre Nègre (acteur)
Pour l’article homonyme, voir Pierre Nègre.
Pierre Nègre, de son nom complet Pierre Amédée Alexandre Nègre, né le 22 juin 1924 à Septfonds (Tarn-et-Garonne) et mort le 8 décembre 1985 dans le 20e arrondissement de Paris, est un acteur français de théâtre, de cinéma et de télévision.

## Biographie
Après des débuts dans le théâtre, il s'est notamment illustré pendant trente ans de carrière par de très nombreux seconds rôles dans des séries télévisées, à commencer par celui du roi Jean le Bon dans Thierry la Fronde. Au cinéma, il incarne un directeur d'usine dans Le Jouet, Pontmercy dans Les Misérables en 1982.

## Filmographie
- 1962 : Les Cinq Dernières Minutes, épisode C'était écrit de Claude Loursais
- 1966 : Thierry la Fronde, plusieurs épisodes, dont 4/13 (La fille du roi) : le roi Jean le Bon
- 1967 : Les Cinq Dernières Minutes, épisode Un mort sur le carreau de Roland-Bernard
- 1967 : En votre âme et conscience, épisode : L'Affaire Dumollard de  Jean Bertho
- 1967 : En votre âme et conscience, épisode : Entre deux heures du matin et neuf heures et demi le soir de  Jean Bertho
- 1969 : En votre âme et conscience, épisode : L'Affaire Deschamps ou la reconstitution de  Jean Bertho
- 1972 : La Mort d'un champion d'Abder Isker
- 1972-1973 : Les Rois maudits, de Claude Barma, épisode 1 (rôle d'un des Templiers compagnons d'infortune de Jacques de Molay sur le bûcher)
- 1979 : Un juge, un flic de Denys de La Patellière, seconde saison (1979), épisode : Un alibi en béton